# 阿多埃基蒂
阿多埃基蒂（Ado Ekiti）是位于尼日利亚西南部的一個城市，是埃基蒂州的首府。當地居民以约鲁巴人和埃多人為主。阿多埃基蒂境內有阿多埃基蒂大學。
1. ↑  . terms.naer.edu.tw. 國家教育研究院.   [2023-01-01]. （原始内容存档于2023-01-01）.